# بيوتر بيريزين
بيوتر بيريزين هو لاعب كرة قدم روسي، ولد في 8 مايو 1991. لعب مع FC Irtysh Omsk ‏.

## وصلات خارجية
- بيوتر بيريزين على موقع قاعدة بيانات كرة القدم.إي يو (الإنجليزية)
- بيوتر بيريزين على موقع Soccerway.com (الإنجليزية)